# Kermit (Virginie-Occidentale)
Pour les articles homonymes, voir Kermit.
Kermit est une ville américaine située dans le comté de Mingo en Virginie-Occidentale.
Selon le recensement de 2010, Kermit compte 406 habitants. Située à la confluence de la Tug Fork et la Lower Burning 
Creek, la municipalité s'étend sur 0,39 milles carrés (1,01 km2).
La ville est d'abord appelée East Warfield, en raison de sa situation à l'est de Warfield, de l'autre côté de la Tug Fork, dans le Kentucky. Elle aurait également porté le nom de Lower Burning Creek et Warfield. Elle prend le nom de Kermit en 1906, en l'honneur de Kermit Roosevelt, fils du président Theodore Roosevelt. Kermit devient une municipalité trois ans plus tard, en 1909.